# Tsutomu Kitade
Tsutomu Kitade (北出 勉 Kitade Tsutomu?, nacido el 18 de septiembre de 1978 en Hokkaido) es un exfutbolista japonés. Jugaba de defensa y su último club fue el Tochigi SC de Japón.

## Trayectoria

### Clubes
| Club            | País  | Año         |
| --------------- | ----- | ----------- |
| Júbilo Iwata    | Japón | 2001 - 2002 |
| Shonan Bellmare | Japón | 2003 - 2005 |
| Tochigi SC      | Japón | 2006 - 2007 |

## Palmarés

### Títulos nacionales
| Título    | Club         | País  | Año  |
| --------- | ------------ | ----- | ---- |
| J1 League | Júbilo Iwata | Japón | 2002 |